# Benjamin Noble
Pour les articles homonymes, voir Noble.
Pas d'image ? Cliquez ici

a Compétitions nationales et continentales officielles uniquement.

Dernière mise à jour le 18 mars 2025.
Benjamin Noble, né le 30 avril 1997 à Angoulême (Charente), est un joueur français de rugby à XV. Il évolue au poste de centre ou de demi d'ouverture.

## Biographie
Né à Angoulême, Benjamin Noble commence le rugby à XV à l'Union athlétique de La Rochefoucauld rugby (UALR) à l'âge de 9 ans. Il rejoint ensuite le SA XV Charente puis il intègre l'Atlantique stade rochelais en cadets.
Il est titulaire d'un bac S obtenu au lycée Saint-Exupéry et d'un BTS NDRC au CIPECMA de Châtelaillon-Plage,.
En 2015, il intègre le centre de formation du Stade rochelais.
En 2016, il prolonge son contrat avec le club,,,,.
Il est sélectionné en équipe de France universitaire,,.
En 2019, il signe un contrat de trois années dont une en option avec le SA XV Charente,,.
En 2021, il s'engage avec le CS Bourgoin-Jallieu.

## Style de jeu
Benjamin Noble est un joueur polyvalent, il peut aussi bien jouer au  centre qu'à l'ouverture,,.